# Royal de Montréal
Pour d'autres équipes appelées Royaux, Royal ou Royals de Montréal, voir Royaux de Montréal.
 (septembre 2022).
Le Royal de Montréal est un club franchisé canadien de basket-ball de la ville de Montréal, au Québec faisant partie de l'American Basketball Association.
En 2005-2006, ils étaient basés au Centre Pierre Charbonneau.
Leur premier entraîneur, Pascal Jobin, fut congédié à la mi-décembre 2005. Actuellement l'entraineur est Nevio Marzinotto.

## Nom successifs
- Depuis 2006 : Royal de Montréal
- Avant 2006 : Matrix de Montréal

## Effectif actuel
- PG 6 Manix Auriental (New York Institute of Technology)
- SG 2 Jason Brade (George Washington)
- SF 32 Shawn Browne (Virginia Tech)
- F 25 Ernie Graham Jr.
- G 12 Michael Hadley
- C 0 Tony Key
- F 23 Louis-Patrick Levois (Community College of Rhode Island)
- SG 10 Bobby Miller (Montmorency/Southern New Hampshire)
- PG 22 Denburk Reid (Dawson)
- F 4 Dwight Walton (Florida Tech)